# Hirtentäschel
Hirtentäschel (Capsella), auch Hirtentäschelkraut genannt, bildet eine Pflanzengattung in der Familie der Kreuzblütengewächse (Brassicaceae).

## Beschreibung

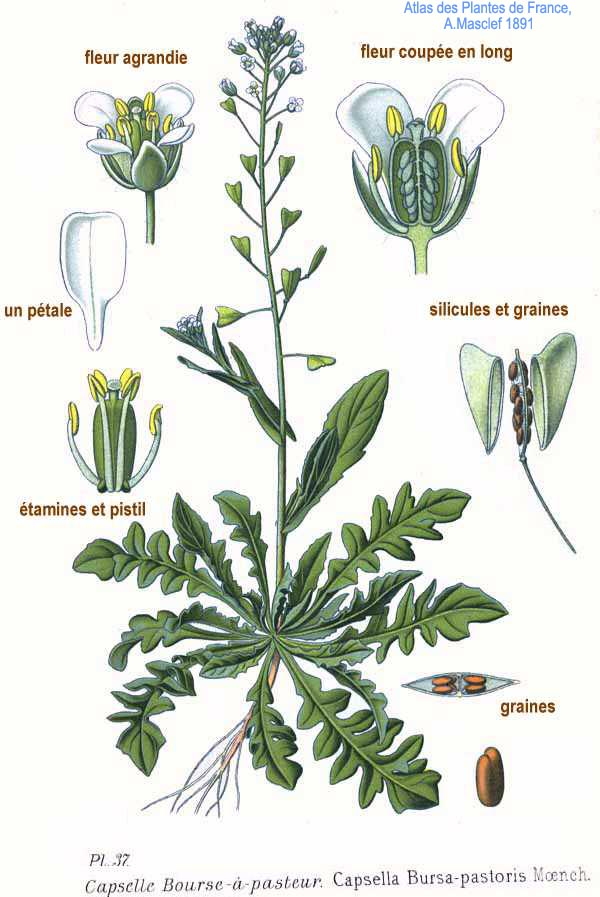
Illustration von 1891 des Gewöhnlichen Hirtentäschel (Capsella bursa-pastoris)

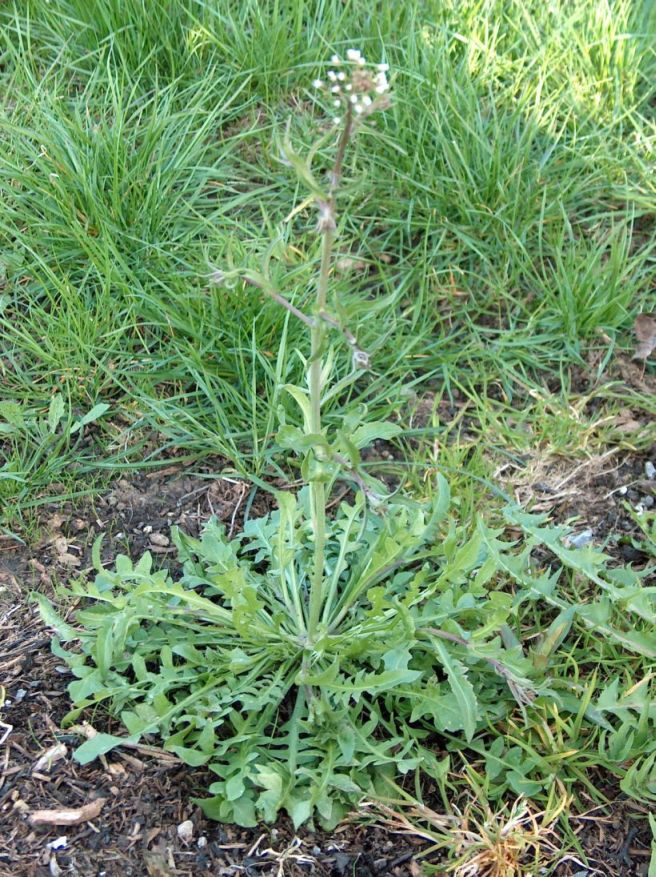
Habitus des Gewöhnlichen Hirtentäschel (Capsella bursa-pastoris), der junge Blütenstand ist noch schirmtraubig

### Vegetative Merkmale
Die Capsella-Arten wachsen als ein- bis zweijährige krautige Pflanzen. Die oberirdischen Pflanzenteile sind meist flaumig behaart mit sitzenden, gegabelten oder Sternhaaren (Trichome). Die aufrechten bis aufsteigenden Stängel können verzweigt sein.
Die Laubblätter stehen in grundständigen Rosetten oder am Stängel wechselständig verteilt.

### Generative Merkmale
In anfangs schirmtraubigen und bis zur Fruchtreife durch deutliche Verlängerung der Blütenstandsachse traubigen Blütenständen stehen einige Blüten zusammen.
Die zwittrigen Blüten sind vierzählig mit doppelter Blütenhülle (Perianth). Es sind vier Kelchblätter vorhanden. Die vier Kronblätter sind meist weiß bis rosafarben, selten rötlich; sie können manchmal fehlen. Es sind nur vier Nektardrüsen vorhanden. Es sind (selten 12 bis) meist 20 bis 40 Samenanlagen je Fruchtknoten vorhanden.
Die lang gestielten und spreizend abstehenden Schötchen sind herzförmig. Die in einer Reihen stehenden Samen sind nicht geflügelt.
Die Chromosomengrundzahl beträgt n = 8.

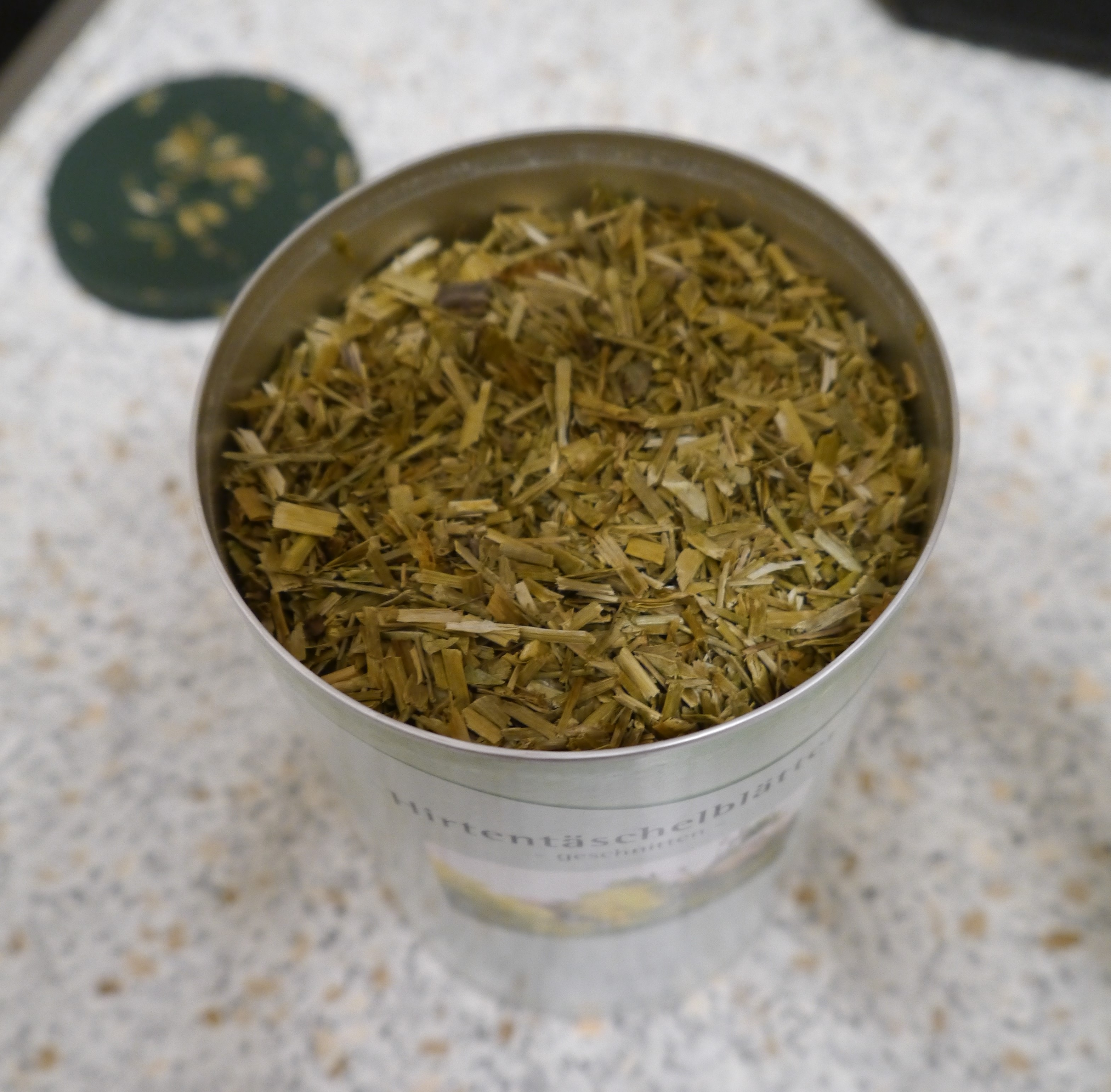
Hirtentäschel als Teezubereitung

## Systematik und Verbreitung
Die Gattung Capsella wurde 1821 durch Friedrich Kasimir Medikus aufgestellt. Der botanische Gattungsname Capsella leitet sich von lateinisch capsella für „kleine Tasche“ ab. Damit sind die früheren Taschen der Hirten gemeint, welche eine ähnliche Form hatten wie die Schötchen.
Das Verbreitungsgebiet der Gattung Capsella reicht von Europa über den Mittelmeerraum bis Westasien. Einige Arten sind fast weltweit Neophyten.
Die Gattung Capsella gehört zur Tribus Camelineae DC. innerhalb der Familie Brassicaceae.
Es gibt drei bis fünf Capsella-Arten:
- Gewöhnliches Hirtentäschel (Capsella bursa-pastoris (L.) Medik.):[2] Die Heimat ist Eurasien und das nördliche Afrika; sie ist fast weltweit ein Neophyt.
- Capsella grandiflora (Fauché & Chaub.) Boiss.:[2] Die Heimat ist Albanien und Griechenland.[4]
- Capsella orientalis Klokov[2]: Sie kommt im nordwestlichen Xinjiang und zentralen Russland vor.
- Rötliches Hirtentäschel  (Capsella rubella Reut.):[2] Die Heimat ist Süd- und Mitteleuropa und die Türkei.[3]
- Capsella thracica Velen.[2]: Sie kommt nur in Bulgarien vor. Sie wird meist als Unterart Capsella bursa-pastoris subsp. thracica (Velen.) Stoj. & Stef. zum Gewöhnlichen Hirtentäschel gestellt.[4]

## Verwendung
Dem Hirtentäschelkraut werden traditionell Wirkungen gegen unterschiedlichste Beschwerden zugesprochen. So soll es unter anderem den Blutdruck regulieren, die Verdauung fördern, gegen Rheuma und Gicht sowie gegen Nasenbluten helfen.
Vom Hirtentäschelkraut verwendet man alles außer der Wurzel. Das gewöhnliche Hirtentäschel kann auch zum Kochen verwendet werden. Die jungen Blätter des Gewöhnlichen Hirtentäschels sollen Salaten einen pikanten, rettichartigen Geschmack geben. Die Samen und Früchte können wie Pfeffer verwendet werden.